# Lphant
Lphant fou un programa P2P que aprofitava la xarxa eDonkey de l'eMule per a connectar-se als servidors i alhora podia connectar-se a la xarxa de BitTorrent.
El sistema és com el de qualsevol P2P, tot i que incorpora una gestió de descàrregues en Torrent i és més eficient que la majoria de P2P. A més, també utilitza el sistema Kad, paregut a l'eDonkey però que en compte d'utilitzar un servidor gran per a connectar usuaris entre si, cada usuari és un microservidor.

## Lphant 4
El 2009 Discordia Ltd. s'apropià per la força de la pàgina web de Lphant mitjançant tàctiques legals. Ja havia aplicat el mateix sistema amb la pàgina de Shareaza el 2008.
Discordia Ltd. és un grup creat amb la intenció de combatre la pirateria, atacant els mitjans P2P. Amb Lphant s'han apoderat de la pàgina, però no del programari, amb la intenció d'eliminar-lo amb el següent sistema: La publicitat del software Lphant recomana a l'usuari que visiti la pàgina web i actualitzi a la nova versió 4. L'usuari visita la pàgina oficial de Lphant, propietat de Discordia i descarrega un programa que en instal·lar-se suprimeix la versió anterior. Aquest programa és una disfressa i no és compatible amb les xarxes eDonkey ni Torrent. Aleshores, l'usuari descobreix que ha perdut el client P2P de Lphant i la pàgina per descarregar la versió anterior (v 3.51) ja no existeix.